# Вілл Тодд
Вільям Тодд (англ. William Todd; нар. 14 січня 1970, Дарем) — англійській композитор сучасної музики, піаніст.

## Біографія
Вілл Тодд народився у графстві Дарем, відвідував даремську школу та був учасником хору в церкві св. Освальда у Даремі під керівництвом Девіда Гіґґінса. Тодд вивчав музику в Бристольському університеті. Тодд — відомий джазовий піаніст, регулярно виступає зі своїм тріо, що відіграло велику роль в одній із його найбільш відомих робіт — «Mass in Blue».
«Mass in Blue» (початкова назва «Джазова меса», Jazz Mass) була написана для Гартфордширського хору і вперше виконана у Кембриджі у липні 2003 року в фортепіанному супроводі Вілла Тодда. Дружина Тодда — Бетані Геллідей — виконувала сольну партію сопрано у супроводі оркестру «Blue Planet Orchestra» та Гартфордширського хору під керівництвом диригента Девіда Темпла.
Його твір «The Blackened Man» виграв друге місце на Міжнародному оперному конкурсі ім. Верді у 2002 році; пізніше у 2004 році відбулась постановка твору на Бакстонському фестивалі. «The Screams of Kitty Genovese» — музично-театральний твір був поставлений у Бостонській консерваторії та на Нью-Йоркському музично-театральному фестивалі. Ораторія Вілла Тодда «Святий Кутберт», за основу якого було взято життя святого, була виконана і записана оркестром Галле під керівництвом Крістофера Остіна, лібретто Бена Данвелла.
Твір «Серед ангелів» був написаний для фонду «The Genesis Foundation» та вперше виконаний хором «The Sixteen» у Зальцбурзі.

## Творчість
- «Зимові танці» — для оркестру (1989)
- Midwinter — кантата для сопрано та баритона, хору та оркестру (1992)
- «Святий Кутберт» — ораторія для сопрано, тенора та баритона, хору, органу та оркестру (1995)
- «Палаюча дорога» — кантата для сопрано та баритона, хору та оркестру (1996)
- The Screams of Kitty Genovese — для 12 акторів-співаків та ансамблю (1999)
- A Song of Creation — кантата для хору, камерного хору, дитячого хору, сопрано, тенора та баса, органу та оркестру (2000)
- The Blackened Man — опера на 7 ролей, для хору та симфонічного оркестру або камерного ансамблю (2001)
- Mass in Blue – для сопрано, хору та джазового ансамблю або тріо (2003)
- Gala and Gloria — для сопрано, мецо-сопрано та баритона, хору, оркестру та духового ансамблю (2004)
- «Серед ангелів» — твір з 16 частин для САТБ з двома арфами (2006)
- Sweetness and Badness — опера на 5 ролей та для малого ансамблю (2006)
- «Вихор» — опера на 4 ролей, для змішаного хору, малого ансамблю та підсилювача живого звуку (2006)
- Before Action — для САТБ, симфонічного оркестру, на замовлення «BBC Singers», постановка твору В. Н. Годґсоном (2006)
- Let us be True — для САТБ, соло скрипки, фортепіано, органа, ударних та струнних інструментів; постановка «Dover Beach» Меттью Арнольдом (2006)
- You have seen the House Built — для САТБ та органу, на замовлення Чичестерського собору у рамках святкування його 900-річчя (2008)
- «Реквієм» — для сопрано, електричної гітари та хору, на замовлення «Fairhaven Singers» (2009)
- Te Deum — для соло сопрано, молодіжного хору, САТБ та інструментального ансамблю; латинський текст з додатками Бен Данвелл (2009)
- «Концерт для кларнета» — для джазового кларнета та оркестру; прем'єра з Еммою Джонсон (2009)
- The Call of Wisdom — для САТБ та органу, замовлення на честь Діамантового ювілею королеви Єлизавети II у виконанні «The Diamond Choir» (2012)[2]
- «Пісні любові» — для САТБ, джазового тріо, на замовлення хору симфонічного оркестру Кремнієвої долини (2012)